# Râul Robești
Râul Robești este un curs de apă, afluent al râului Olt. 